# North Cerney
North Cerney è un villaggio e parrocchia civile dell'Inghilterra, appartenente alla contea del Gloucestershire.